# Sidekick (мультсериал)
Sidekick (Сайдкик) — канадский мультсериал, созданный Тоддом Кауфманом и Джоуи Со для YTV и спродюсированный Nelvana. Сериал выходил с 3 сентября 2010 года по 14 сентября 2013 года с 52 эпизодами. В настоящее время он транслируется на YTV, Cartoon Network и Disney XD в Канаде.

## Предпосылка
Сериал рассказывает о мальчике-сироте по имени Эрик, со своим лучшим другом Тревором и двумя его подругами, Ваной и Китти, которые тренируются, чтобы стать супергеройскими помощниками в Академии для начинающих помощников (хотя в «Выпускном дазе» суперзлодеи могут отправить своих приспешников в академию) в канадском городе Сплиттсборо (основанный на Скарборо, Торонто). Имея дело с интенсивным обучением напарников, Эрик также должен бороться со своим строгим опекуном Максумом Брейном, его сварливым учителем профессором Памплемусом, злым Мастером XOX и держать в секрете исчезновение своего супергеройского наставника Максума Мэна из города!

## Персонажи

### Главные
- Эрик (Миклош Перлус) — Эрик — мальчик, который был усыновлен в качестве помощника Максума Мэна, величайшего супергероя всех времен (до того, как он исчез). Он также очень влюблен в Вану, но позже он, кажется, больше увлечен Mandy Struction. Он вырос в детском доме, потому что у него нет известных родителей, хотя в короткометражке Funpak: The Evil Trevor Эрик говорит, что у него когда-то был отец, который все время плевал ему в лицо, пока он не умер. Он был усыновлен Максумом Брейном. Эрик всегда носит футболку с черепом на ней (намекая на то, что сделает Тодд Кауфман после того, как Sidekick закончит производство). Он и Тревор всегда попадают в неприятности, и у них нет здравого смысла. Он и его друзья часто вынуждены убирать беспорядок, который они вызвали. В шортах Funpak его озвучил Питер Олдринг. Поскольку Максум Мэн пропал без вести, Эрик должен выполнить все свои героические обязанности, чтобы обеспечить безопасность публики и заставить их думать, что он все ещё на работе, но, к сожалению, у него нет ни сил, ни опыта героя, чтобы бороться со злодейскими угрозами, с которыми сталкивается Максум Мэн. К счастью, у него есть друзья, которые помогут ему и дадут ему хорошие и твердые советы о том, как справляться с такими ситуациями.
- Тревор (Кристиан Потенца) — лучший друг Эрика. Тревор всегда втягивает Эрика во всевозможные хиджинки. Его отец — Мастер XOX, но он и другие совершенно не знают об этом. Как и Эрик, он знает, что Максум Мэн пропал без вести, и помогает ему держать это в секрете от общественности или рисковать массовой паникой, если они когда-нибудь узнают. Он отправился в Академию Сайдкик, чтобы стать приспешником своего отца.
- Китти (Дениз Оливер) — Китти — девушка, которая, несмотря на то, что немного странная, дает остальным членам группы советы, и является в некоторой степени хорошим хакером и фиксером. Она очень влюблена в Эрика и имеет немного сталкерскую одержимость по отношению к нему. У неё буквально было состояние двух левых ног, как показано в «Trip Van Twinkle Toes», и, как и Эрик, она сирота, как показано в «Родительской учительской ночи судьбы». В шортах Funpak её озвучила Стефани Бирд. В отличие от Эрика и Тревора, она не знает, что Максум Мэн пропал без вести, и шокирована и напугана при мысли об этом.
- Вана (Стефани Энн Миллс) — Вана — гиперамбициозная примадонна, которая не легко впечатляется и чрезвычайно мелкая. Она часто пытает Эрика и ненавидит его без видимой причины (хотя она не знает об этом). Несмотря на это, Эрик очень влюблен в неё, часто не обращая внимания на её эгоистичный, снобистский и чаще всего кислый характер. В шортах Funpak её также озвучила Стефани Бирд. Как и Китти, она также не знает, что Максум Мэн пропал без вести, а также шокирована и напугана при мысли об этом.
- Максум Брейн (Тони Дэниелс) — опекун Эрика из-за того, что Максум Мэн пропал без вести. Он компьютер со многими гаджетами и выступал в качестве помощника Максума Мана до его исчезновения. Он строго соблюдает правила, держит особняк в чистоте и говорит с восточно-индийским акцентом.
- Максум Мэн (Рон Пардо) — любимый супергерой Эрика, прежде чем Эрик стал его нынешним напарником, с способностями, похожими на Супермена. После того, как он пропал без вести, Эрик и Максум Брейн делают все для него, чтобы казалось, что он никогда не уходил. Кажется, что Максум Мэн всегда наживает себе врагов чисто случайно.

### Эпизодические
- Мистер Мартин Смутмейер/Мастер XOX (Скотт МакКорд/Рон Рубин) — отец Тревора. Все, что он хочет, это то, что лучше для Тревора и для него, чтобы он был хорошим мальчиком, поэтому Тревор не может терпеть его. Он старается сохранять спокойствие из-за своего вспыльчивого характера. Единственный раз, когда Тревор любит его, это когда он злится. Однако, когда Тревор не смотрит, его отец становится жутким, деформированным суперзлодеем, известным как Мастер XOX, главным антагонистом сериала.
- Профессор Памплемус (Патрик МакКенна) — жестокий директор Академии Сайдкика и сварливый учитель Эрика, Пампельмус — строгий дисциплинарист, который управляет школой, как будто это был тюремный лагерь. Он посвятил свою жизнь превращению никчемных студентов в никчемных Сайдкиков. Он часто наказывает Эрика по понятным причинам, в результате чего его отправляют под стражу.
- Голли Джи Кид (Рон Педерсон) — Голли Джи Кид был напарником Максума Мана в старые времена, часто встречаясь в учебных фильмах Академии Максума Мана. Хотя он был помощником, казалось, что его основной работой было выполнение домашних обязанностей вокруг особняка. Сейчас он уборщик школы.
- Mandy Struction (Стейси ДеПасс) — ученица-подросток в школе приспешников (хотя позже она станет антигероем в более поздних эпизодах) и новая влюбленность Эрика. У неё сейсмические ботинки, которые могут вызвать дрожь в полу, когда она топает. Она намного выше, чем другие дети, предполагая, что она может быть старше их. Она также влюблена в Эрика, поэтому Китти (раньше) ненавидела её. Она появилась в эпизодах «Match Dot Com», «Henchman for a Day», «Mandy-O and Eric-Et», «Oh Trevor, Where Art Thou?» и «Walter Ego Presents: Vapo House».
- Аллан Удивительный (Скотт МакКорд) — Аллан — красивый студент, который популярен среди студенток. Хотя он ведет себя красиво и разумно, он испытывает огромную ненависть к Эрику и является нарциссом, который сделает все, чтобы превзойти любого, особенно Эрика. Он также интересуется Ваной и имеет латиноамериканское происхождение.
- Малыш Безжалостный (Картер Хейден) — Большой крутой студент, который кажется хулиганом, так как он пытает Эрика за кражу его имени Напарника. Он был популярен среди студентов своей музыкой. Он был добр к Эрику после того, как последний победил его в DJ Battle. Он появился в эпизодах «Кризис идентичности» и «Урони иглы».
- Мэр Свифти (Джон Стокер) — Старший мэр Сплиттсборо, все, что он хочет сделать, это увидеть Максума Мэна, что случилось однажды в «Ain’t No Party Like a Maxum Brain Party». У него также изначально есть ненависть к временно уволенному супергерою, Статику Клинту, как показано в «The Spark is Gone», хотя, похоже, он исчез после этого эпизода. Свифти также появилась в эпизоде «The Maxum Switcheroo».
- Мама Максум (Эллен Рэй Хеннесси) — мать Максума Мана, которая испытывает сильную неприязнь к Мастеру XOX. Она жесткая, как и её сын, и пару раз посещала и заботилась об Эрике в особняке Максума. Она появилась в эпизодах «Maxum Mom», «Shopping Spree» и «Family Fun Day». Эрик выдавал себя за неё в эпизоде «The Maxum Switcheroo», чтобы разоблачить фальшивого Maxum Man.
- Максум Мел (Рон Пардо) — старший брат Максума Мана. Он жесткий, как и его брат, и однажды посетил особняк Максума. У него есть напарник по имени Mouse Boy.
- Джошуа Бакенбарнс (Fab Filippo) — кинозвезда, которой одержима Китти. Он посещает Сплиттсборо, чтобы сняться в предстоящих фильмах. Он появился в эпизодах «Comic Book Zombies», «Teenage Mummies in Love» и «Maxum Method».
- Человек-опоссум (Тони Дэниелс) — ещё один супергерой в Сплиттсборо, который является пародией на Бэтмена и всегда хочет, чтобы преступники играли мертвыми, как настоящие опоссумы. У него также есть напарник по имени Boy Vermin. Он появляется в «Opposum Man».
- Гленн/Бой Вермин (Девен Мак) — старый друг Эрика из детского дома и напарник Человека-опоссума, одетый как грызун, который является пародией на Робина и всегда помогает Человеку-Опоссуму. Его настоящее имя Гленн. Он появляется в «Opposum Man».

## Трансляция
В Соединенных Штатах премьера сериала состоялась на Cartoon Network вместе с Almost Naked Animals с 13 июня 2011 года по октябрь 2012 года. Сериал также транслировался на Qubo с 27 марта 2017 года по 24 августа 2019 года. Однако он вернулся 4 апреля 2020 года, но снова вышел из графика 25 июля 2020 года.
В Австралии и Новой Зеландии премьера сериала состоялась на ABC3, позже также на Network Ten 23 ноября 2011 года, а затем на Disney XD 9 апреля 2015 года.
В Великобритании и Ирландии премьера сериала состоялась на CBBC 3 июля 2011 года.
В настоящее время он транслируется на YTV, Cartoon Network и Disney XD в Канаде.
Сериал транслируется на Pluto TV и Tubi.